# 马桥河镇
马桥河镇，是中华人民共和国黑龙江省牡丹江市穆棱市下辖的一个乡镇级行政单位。

## 行政区划
马桥河镇下辖以下地区：
西河社区、进步社区、新站社区、新华社区、跃进社区、跃进村、新华村、新站村、西河村、进步村、南沟村、战胜村、北盛村、幸福村、北兴村、永安村、杨木村、石门子村、太安村、东风村和山东村。